# Scalmicauda venustissima
Scalmicauda venustissima är en fjärilsart som beskrevs av Sergius G. Kiriakoff 1969. Scalmicauda venustissima ingår i släktet Scalmicauda och familjen tandspinnare. Inga underarter finns listade.